# Juncal do Campo
Juncal do Campo é uma povoação portuguesa do Município de Castelo Branco, na antiga província da Beira Baixa, região do Centro (Região das Beiras) e sub-região da Beira Interior Sul, que foi sede da extinta Freguesia de Juncal do Campo, freguesia que tinha 22,15 km² de área e 355 habitantes (2011), e, por isso, uma densidade populacional de 16 hab/km².
A Freguesia de Juncal do Campo foi extinta em 2013, no âmbito de uma reforma administrativa nacional, tendo sido agregada à Freguesia de Freixial do Campo para formar uma nova freguesia denominada União das Freguesias de Freixial e Juncal do Campo com a sede em Freixial do Campo.

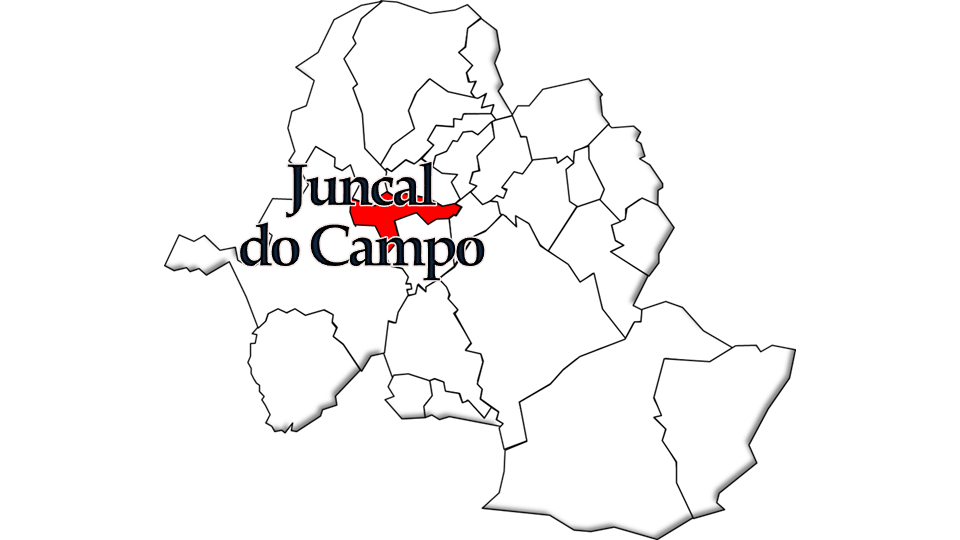
Localização no Município de Castelo Branco

Juncal do Campo situa-se na encosta de uma lomba a cerca de 13 km de Castelo Branco, donde, na parte sobranceira se observam as serras de Alvelos, Muradal, Ingarnal, Gardunha, e por detrás destas, a Estrela. 
A Freguesia de Juncal do Campo confrontava com a freguesia de Freixial do Campo e Almaceda a norte, Salgueiro do Campo, a sul, pelo este Cafede e Sarzedas a oeste. Foi criada freguesia independente (com anexação das povoações Chão da Vã e Camões que pertenciam à freguesia de Sarzedas) por decreto de 19 de julho de 1933, na povoação do mesmo nome(…), desmembrada da freguesia do Salgueiro do Campo.

## População
| População da freguesia de Juncal do Campo | População da freguesia de Juncal do Campo | População da freguesia de Juncal do Campo | População da freguesia de Juncal do Campo | População da freguesia de Juncal do Campo | População da freguesia de Juncal do Campo | População da freguesia de Juncal do Campo | População da freguesia de Juncal do Campo | População da freguesia de Juncal do Campo | População da freguesia de Juncal do Campo | População da freguesia de Juncal do Campo | População da freguesia de Juncal do Campo | População da freguesia de Juncal do Campo | População da freguesia de Juncal do Campo | População da freguesia de Juncal do Campo |
| ----------------------------------------- | ----------------------------------------- | ----------------------------------------- | ----------------------------------------- | ----------------------------------------- | ----------------------------------------- | ----------------------------------------- | ----------------------------------------- | ----------------------------------------- | ----------------------------------------- | ----------------------------------------- | ----------------------------------------- | ----------------------------------------- | ----------------------------------------- | ----------------------------------------- |
| 1864                                      | 1878                                      | 1890                                      | 1900                                      | 1911                                      | 1920                                      | 1930                                      | 1940                                      | 1950                                      | 1960                                      | 1970                                      | 1981                                      | 1991                                      | 2001                                      | 2011                                      |
|                                           |                                           |                                           |                                           |                                           |                                           |                                           | 1 137                                     | 1 207                                     | 1 051                                     | 819                                       | 744                                       | 646                                       | 500                                       | 355                                       |

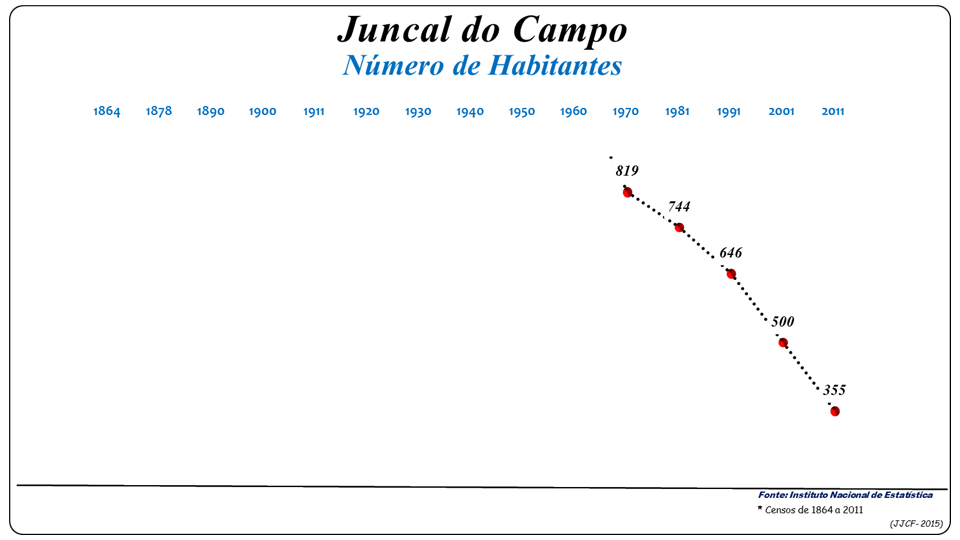
Evolução da População (1864 / 2011)

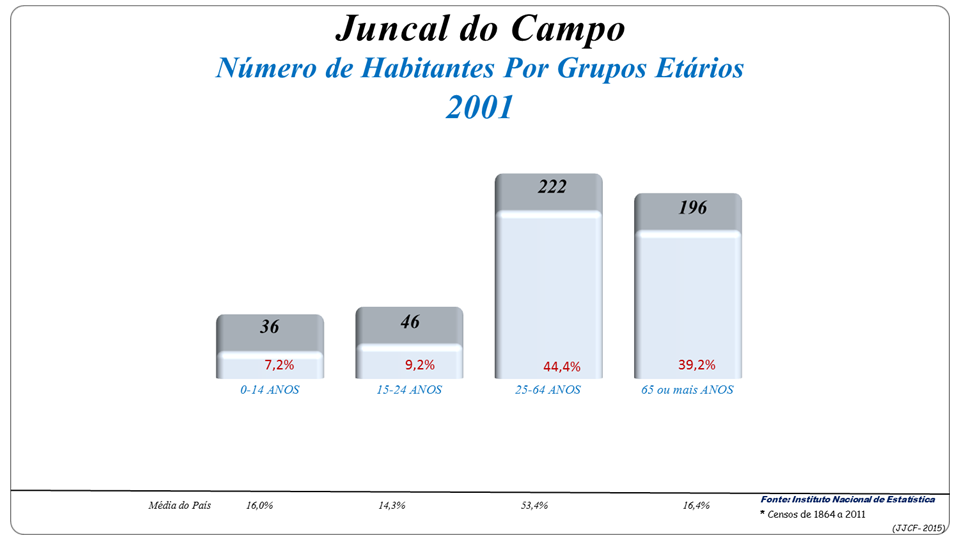
Grupos Etários (2001 e 2011)

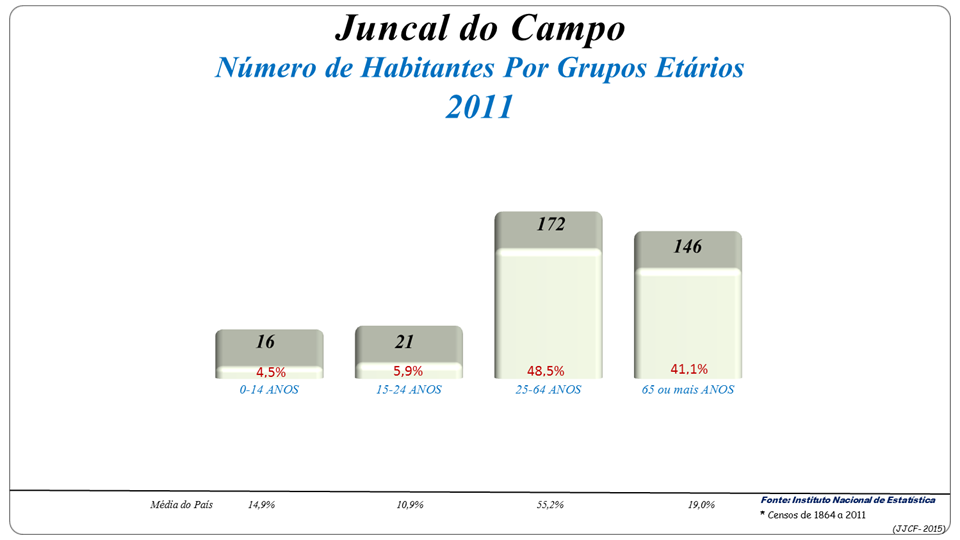
Grupos Etários (2001 e 2011)

Criada pelo decreto lei nº 22.844, de 19/07/1933, com lugares desanexados das freguesias de Sarzedas e Salgueiro do Campo.

## História
Achados arqueológicos (machados de pedra polida, moedas romanas) nesta região , levam a supor que foi habitada por povos primitivos e depois pelos Romanos. Em 1165 o rei Fundador doou estas terras à Ordem do Templo para a povoar e defender do inimigo. Em tempos a região do Juncal chegou a pertencer à vila da Covilhã, pois de acordo com foral dado por D. Sancho I, " O Povoador" os limites abrangiam esta zona. As pessoas mais idosas contam que os "Mouros" fizeram exploração de metais na zona.
No campo da lenda, os mais idosos dizem que, em tempos há muito idos, nestas paragens teria existido um extenso Juncal, com boas ervagens que atraíam os pastores para apascentarem os gados. Assim, ao cimo do Juncal, teriam instalado uma queijeira e construído as primeiras habitações. Daí a razão de se dizer que a povoação terá tido origem numa queijeira.
De acordo com inscrições a aldeia teve um significativo aumento na construção de casas para habitação na segunda metade do século XVIII. Actualmente, Juncal do Campo é uma aldeia de constrastes arquitectónicos profundos onde despontam ainda portados antigos com características quinhentistas e do século XVIII.

## Toponímia
O topónimo do Juncal do Campo prende-se com a existência, na zona, de junco em grande quantidade e da região se situar ao Sul da Serra da Gardunha e ser uma extensão de terreno mais ou menos plana e arável; só em 27 de Junho de 1955 é que passou a ser conhecido por esta designação uma vez que, até então era designado por Juncal e Monte do Juncal.

## Economia
As principais actividades económicas são a agricultura e a construção civil.

## Património
- Igreja de S. Simão (matriz)
- Edifício da sede da Junta de Freguesia
- Vestígios romanos e de fortaleza
- Lagariça escavada na rocha
- Balouqueiras
- Sobreiro do Campo do Olival

## Festividades e gastronomia
A principal festas e romaria é relativa a S. Simão, sendo realizada no segundo domingo de Agosto.
As principais especialidades gastronómicas locais são o Borrego assado, enchidos, tigeladas, papas de carolo e biscoitos de azeite.

## Artesanato
Em Juncal do Campo existe a tradição de fabrico de Objectos em pele (safões, samarras e sarrões), cortiça (ogadouro, couchos e dornalhos), rendas e rodilhas.

## Colectividades
As principais colectividades são o Rancho Folclórico de Juncal do Campo (que possui uma Casa-Museu do Rancho Folclórico do
Juncal do Campo) e a Associação Cultural e Recreativa Juncalense.